# Bessay-sur-Allier
Bessay-sur-Allier è un comune francese di 1 446 abitanti situato nel dipartimento dell'Allier della regione dell'Alvernia-Rodano-Alpi.

## Società

### Evoluzione demografica
Abitanti censiti